# Pengita
La pengita és un mineral de la classe dels òxids.

## Característiques
La pengita és un òxid de fórmula química (Pb₈Sb³⁺₃)Σ11Sb⁵⁺₉O₃₅. Va ser aprovada com a espècie vàlida per l'Associació Mineralògica Internacional l'any 2022, i encara resta pendent de publicació. Cristal·litza en el sistema trigonal. Estructuralment es troba relacionada amb els minerals del supergrup del piroclor.
Les mostres que van servir per a determinar l'espècie, el que es coneix com a material tipus, es troben conservades a la col·lecció mineralògica del Museu Geològic de la Xina, a Beijing (República Popular de la Xina), amb el número de catàleg: m16137, i al laboratori d'estructura cristal·lina de l'institut de recerca científica de la Universitat de Geociències de la Xina, a Beijing, amb el número de catàleg: number hc-1.

## Formació i jaciments
Va ser descoberta a Wuxu, al cinturó metal·logènic de Nandan-Hechi (Guangxi, República Popular de la Xina), sent aquest indret l'únic a tot el planeta on ha estat descrita aquesta espècie mineral.